# Gilberto Keb Baas
Gilberto Keb Baas (* 21. Oktober 1977 in Mexiko-Stadt, Mexiko) ist ein ehemaliger mexikanischer Boxer im Halbfliegengewicht. 

## Profikarriere
Im Jahre 1995 begann er erfolgreich seine Profikarriere. Am 6. November 2010 boxte er gegen Omar Nino Romero um den Weltmeistertitel des Verbandes WBC und siegte nach Punkten. Diesen Gürtel verlor er allerdings bereits in der zweiten Titelverteidigung im April des darauffolgenden Jahres an Adrián Hernández durch Aufgabe.
Im Jahre 2012 beendete er seine Karriere.